# ترانزیستور فیلم نازک

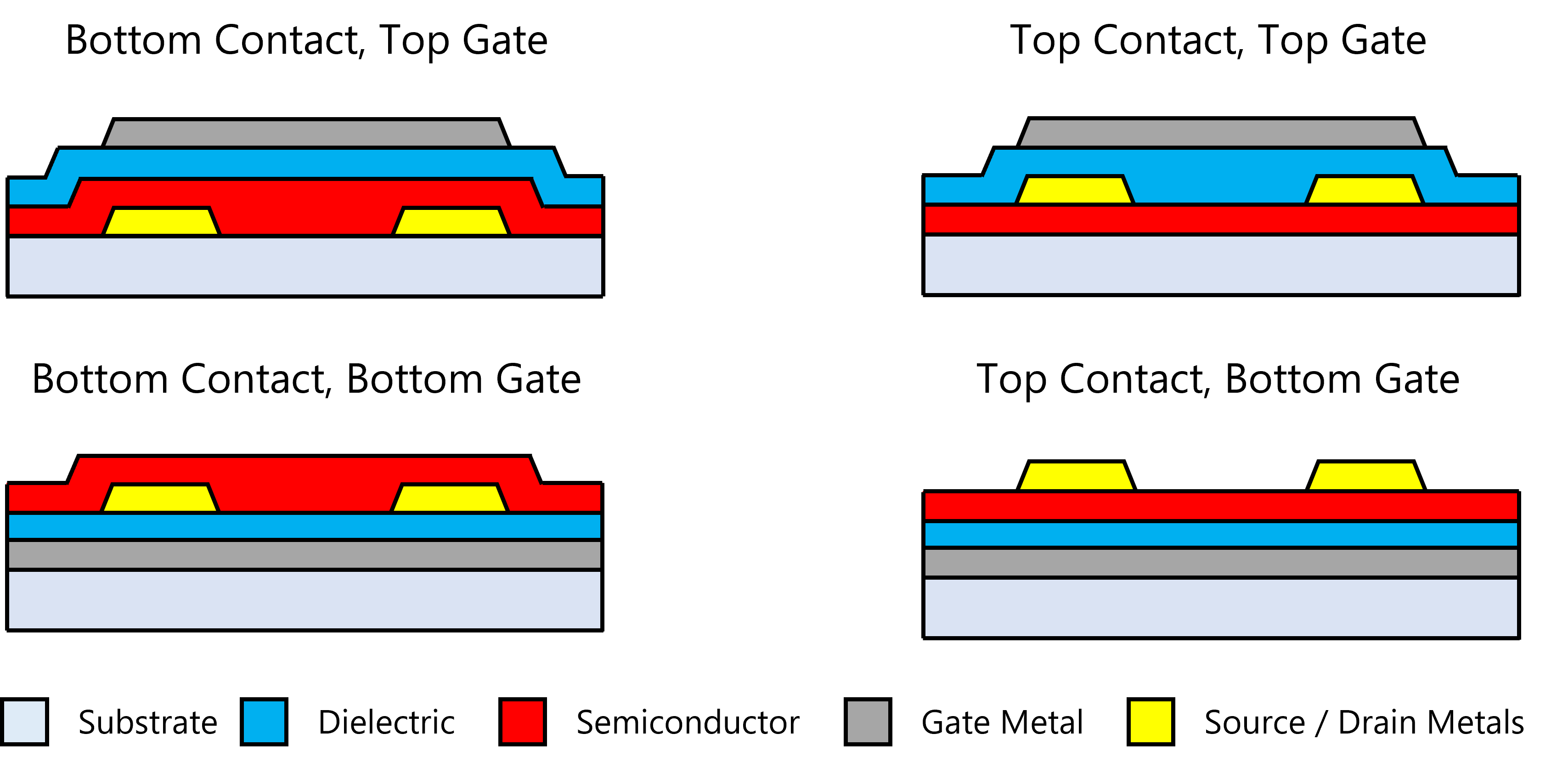
نمودار مقطعی ۴ ساختار ترانزیستور لایه نازک رایج

ترانزیستور فیلم نازک (TFT) یکی از انواع مخصوص ترانزیستور اثر میدان ساخته شده به‌وسیلهٔ فیلم‌های نازکی از لایه‌های نیم‌رسانای فعال همانند لایهٔ دی‌الکتریک و فلزی در تماس با یک لایهٔ عایق است. لایهٔ مشترک شیشه است زیرا مصرف ابتدایی TFTها در ال‌ئی‌دی‌ها است. این ترانزیستور با ترانزیستورهای مرسوم متفاوت است درحالی‌که مادهٔ رایج نیمه‌رسانا لایه‌ای مانند ویفر سیلیکون است.
TFTها می‌توانند به‌وسیلهٔ انواع مختلفی از مواد دوقطبی ساخته شوند.
یکی از این مواد رایج سیلیکون است. ساختار TFTهای سیلیکونی به ساختار سیلیکون سازنده شان بستگی دارد به همین دلیل لایهٔ دوقطبی را می‌توان سیلیکون آمورف، سیلیکون میکرو کریستالی باشد، یا می‌توان آن را به پلی‌سیلن تبدیل کرد.
مواد دیگری که در دوقطبی TFTها به کار می‌رود شامل نیمه‌رسانای مرکب از جمله کادمیم سلنید یا اکسیدهای فلزی همانند اکسید روی و اکسید هافنیم است. از موارد استفادهٔ اکسید هافنیم، دی‌الکتریک K است .TFTها همچنین با استفاده از مواد ارگانیک ساخته می‌شوند که به‌عنوان ترانزیستور اثر میدان ارگانیک یا OTFTها شناخته شده‌اند.
بعضی از ادوات TFTها به‌وسیلهٔ دوقطبی‌ها و الکترودهای شفاف از جمله اکسید قلع ایندیم (ITO) ساخته می‌شوند. TFTهای شفاف (TTFT) در ساختار پنل‌های نمایش فیلم به کار می‌روند. از آنجایی‌که بسترهای متداول نمی‌توانند دمای بالای پختن را تحمل کنند این روند بایستی در دمای تقریباً پایین کامل گردد. رسوب بخار شیمیایی و رسوب بخار فیزیکی (معمولا به صورت اسپری) اعمال می‌شود. اولین راه حل ساخت TFTها بر پایهٔ اکسید روی در سال ۲۰۰۳ توسط پژوهشگران در دانشگاه ایالتی اورگن گزارش شده است. آزمایشگاه CENIMAT در دانشگاه NOVA لیسبون پرتغال اولین TFT شفاف را در دمای اتاق به‌طور کامل تولید کرد.CENIMAT همچنین اولین ترانزیستور کاغذی که در برنامه‌هایی همچون روزنامه‌ها و صفحات مجله با تصاویر متحرک کاربرد دارد را ساخته است.
بهترین کاربرد شناخته‌شدهٔ ترانزیستور فیلم نازک در TFT ال‌سی‌دی‌ها است. ترانزیستورها با یک پنل تعبیه شده در خودشان تداخل میان پیکسل‌ها را کاهش و پایداری تصاویر را افزایش می‌دهند.
در سال ۲۰۰۸ بسیاری از تلویریون‌های ال‌سی‌دی از این فناوری استفاده کرده‌اند. پنل‌های TFT در رادیوگرافی دیجیتال به‌طور عمومی رائیوگرافی استفاده شده‌اند. یک TFT در هر دو حالت مستقیم و غیر مستقیم به‌عنوان پایه تحت گیرندهٔ تصاویر در رادیوگرافی پزشکی استفاده می‌شود.
نمایشگرهای امولد (ماتریکس فعال آلی دیود نشردهندهٔ نور) نیز شامل لایه‌ای از TFT هستند.
مفیدترین ویژگی فناوری TFT استفاده‌اش به‌عنوان ترانزیستور جداگانه برای هر پیکسل در نمایش است؛ زیرا هر ترانزیستور کوچک است و میزان شارژ برای کنترل آن نیز کم است. این ویژگی برای طراحی مجدد سریع صفحه نمایش مجاز است.
این تصویر شامل منبع نور واقعی (معمولا لامپ‌های فلورسانس سرد کاتدی یا ال‌ئی‌دی‌های سفید) نیست، فقط شامل ماتریس نمایشگر TFT است.